# Passiflora skiantha
Passiflora skiantha là một loài thực vật có hoa trong họ Lạc tiên. Loài này được Huber mô tả khoa học đầu tiên năm 1906.